# When the Earth Trembled
When the Earth Trembled è un film muto del 1913, diretto da Barry O'Neil, scritto da Edwin Barbour e prodotto dalla Lubin Manufacturing Company.

## Trama
Una madre, Dora Sims, e i suoi due figli lottano per sopravvivere al disastroso terremoto di San Francisco del 1906.

## Produzione
Il film fu prodotto dalla Lubin Manufacturing Company.

## Distribuzione
Distribuito dalla General Film Company, il film - un lungometraggio di 900 metri, ovvero tre bobine - uscì nelle sale cinematografiche USA il 2 novembre 1913. Nel Regno Unito è stato distribuito dalla J.F. Brockliss.

## Stato di conservazione
Il film è stato creduto perso per più di un secolo, fino a quando nel 2015 si venne a conoscenza di tre versioni incomplete della pellicola, conservate rispettivamente negli archivi dell'EYE Film Instituut Nederland di Amsterdam, del MoMA di Manhattan e del British Film Institute di Londra. La pellicola venne riparata unendo queste tre versioni e fu proiettata il 29 maggio 2015 al Castro Theatre di San Francisco, nell'ambito del San Francisco Silent Film Festival.